# المالی، تاجیکستان
المالی، تاجیکستان (به لاتین: Almaly, Taijikistan) یک منطقهٔ مسکونی در تاجیکستان است که در ولایت سغد واقع شده‌است.